# جيمس جويس سنتر
مركز جيمس جويس هو متحف ومركز ثقافي في دبلن، ايرلندا، مكرّس لتعزيز فهم حياة وأعمال جيمس جويس.
يقع المركز في بيتٍ مستقل رُمِمَ على الطراز الجورجي، يعود تاريخه إلى القرن الثامن عشر في شارع نورث جريت جورج رقم ٣٥، ويعود تاريخه إلى وقت كانت فيه مدينة دبلن الشمالية الداخلية في أوج عظمتها.
كانت مملوكة سابقاً لايرل كينيما، ودينيس ماغيني، الذي برز في عوليس.في المعرض الثابت، هناك أثاث من شقة بول ليون في باريس، حيث كتب جويس الكثير من يقظة فينيغان، وباب منزل ليوبولد بلوم وزوجته(مولي)،رقم ٧ شارع إكليس،أحد أكثر العناوين شهرة في الأدب، والذي انقذه من التدمير والهدم جون ريان.
لا يستضيف المركز مجموعة دائمة ومهمة خارج نطاق الأثاث، ولكن المعارض المؤقتة توضح جوانب مختلفة من حياة وعمل جويس.وينسق المركز محاضرات وجولات أدبية تشجع رياضة المشي على الأقدام، واحتفال بلومزبري السنوي، في دبلن. وأيضاً يروّج لأحداث جويس الأخرى، مثل أحداث بلومزداي المجتمعية.

## روابط خارجية
- الموقع الرسمي